# Héros (Stargate)
Pour les articles homonymes, voir Héros (homonymie).
Héros (1/2) et Héros (2/2) sont des épisodes de la série télévisée Stargate SG-1. Ce sont les épisodes 17 et 18 de la Saison 7 et les 149e et 150e épisodes de la série.

## Distribution
- Richard Dean Anderson : Jack O'Neill
- Amanda Tapping : Samantha Carter
- Christopher Judge : Teal'c
- Michael Shanks : Daniel Jackson
- Don S. Davis : George Hammond
- Teryl Rothery : Janet Fraiser
- Robert Picardo : Richard Woolsey

## Synopsis
Alors que le SGC compte son millième voyage par la porte des étoiles, une équipe de journalistes, menée par un reporter acharné, arrive pour tourner un film pour le pentagone afin que les hauts membres de l'état voient eux-mêmes le fonctionnement de la base.

### Épisode 1
Le reporter ne reçoit pas beaucoup de coopération de la part des membres du SGC, et surtout pas de O'Neill et Teal'c. Carter et Daniel participent autant qu'ils le peuvent, mais le reporter ne trouve pas grand-chose d'intéressant à leur faire dire (notamment Daniel qui ne se souvient pas de sa mort et de sa résurrection).
Pendant ce temps, SG-13 qui est en mission sur une autre planète trouve des ruines ayant vraisemblablement appartenu aux Anciens. Ils décident d'entamer des recherches, avec l'autorisation du SGC, mais soudain un drone de reconnaissance Goa'uld ouvre le feu sur eux. Ils parviennent à l'abattre.
Pendant ce temps, le reporter continue son reportage, en interrogeant notamment Walter Davis. Il ne reçoit toujours aucune aide du colonel O'Neill qui refuse catégoriquement de lui donner une interview. Il tente ensuite de séduire le docteur Fraiser, mais ils sont interrompus, car Carter et Daniel ont découvert qu'avant d'être détruite la sonde que SG-13 a abattu a envoyé un signal radio aux Goa'ulds et SG-1 ainsi qu'une autre équipe sont envoyés sur le terrain, ainsi que le docteur Fraiser car il y a un blessé grave.

### Épisode 2
Le reporter se demande ce qui se passe. Fraiser passe à côté de lui mais déclare qu'elle est pressée.
Arrivés sur le terrain, la lutte fait rage entre les terriens et les Jaffas. Pendant que Daniel et Fraiser portent assistance au blessé, O'Neill est touché de plein fouet par un tir.
Quand les terriens rentrent sur terre, le reporter voit Samantha en pleurs. Personne n'accepte de lui dire ce qui s'est passé, cependant des rumeurs courent sur la mort d'O'Neill, qui selon certains témoignages serait revenu sur un brancard, gisant dans son sang.
Alors que Richard Woolsey vient faire un rapport sur cette bataille très lourde en pertes, le reporter découvre que Daniel a filmé ce qui s'est passé, mais malgré le fait qu'il insiste, il refuse de lui donner la cassette.
Pendant ce temps Hammond confie à Samantha que la mort de certains soldats l'affecte plus que d'autres, notamment dans le cas présent.
Le reporter obtient finalement la cassette filmée par Daniel. Il avait filmé à la demande du soldat blessé qui pensait qu'il allait mourir et voulait laisser un dernier message pour sa femme qui attendait un bébé. Cependant on y voit que le docteur Fraiser parvient à arrêter l'hémorragie et à le sauver. Cependant juste après elle est atteinte par un tir, et meurt sur le coup. La vérité éclate donc, ce n'est pas O'Neill qui est mort (qui a été protégé par le nouveau gilet de protection), mais le docteur Fraiser.
Finalement le reporter réalise son film en mettant un point d'honneur pour que l'héroïsme des soldats du SGC y soit reflété, et notamment celui de Fraiser. Hammond, qui désapprouvait totalement ce projet de film, déclarera finalement qu'il est vraiment dommage que personne hors du Pentagone ne le voie.
La commémoration funéraire de Fraiser a lieu. Carter prononce son discours (qu'elle a écrit avec l'aide de Teal'c) pour lui faire hommage, en citant toutes les personnes encore en vie qui le sont grâce à elle, notamment les quatre membres de SG-1.
Enfin, Hammond offre une dernière faveur au reporter : une interview d'O'Neill.

## Récompenses et nominations
Cet épisode a valu à Teryl Rothery (Janet Fraiser) d'être nommée aux Leo Awards dans la catégorie "Meilleur rôle dramatique féminin dans une série"[réf. souhaitée].